# Barbara Kahatjipara
Kahatjipara Barbara (sinh năm 1975 tại Usakos, Namibia) là một giáo viên kinh tế và người mẫu thời trang người Namibia.
Cô đã giành chiến thắng trong cuộc thi sắc đẹp Hoa hậu Namibia năm 1993 và giải thưởng Hoa hậu Hoàn vũ 1994 là một phần của Hoa hậu Hoàn vũ 1994.
Barbara Kahatjipara cũng đã hoàn thành bằng cử nhân chính trị quốc tế tại Đại học Cape Town ở Nam Phi và bằng MBA về "Tiếp thị quốc tế" tại Fachhochschule Reutlingen ở Đức và là trợ lý nghiên cứu và giảng viên tại viện kinh tế của Đại học Bách khoa Namibia ở Windhoek.